# Kohei Shin
Kohei Shin (født 4. juni 1995) er en japansk fodboldspiller, som spiller for den japanske fodboldklub YSCC Yokohama.